# 特魯德羅迪泰利斯凱
49°51′6″N 38°37′4″E / 49.85167°N 38.61778°E
特魯德羅迪泰利斯凱（烏克蘭語：Трудродительське）是位於烏克蘭東部的村莊，由盧甘斯克州斯瓦托韋區的洛茲諾-亞歷山德里夫卡市鎮負責管轄。該村始建於1955年，面積6.54平方公里，海拔高度100米，2001年人口33，人口密度每平方公里5.1人。